# Sericophanes heidemanni
Sericophanes heidemanni är en insektsart som beskrevs av Bertil Robert Poppius 1914. Sericophanes heidemanni ingår i släktet Sericophanes och familjen ängsskinnbaggar. Inga underarter finns listade i Catalogue of Life.